# Christoph Lange (Mediziner)
Christoph Lange (* 1962) ist ein deutscher Infektionsmediziner.
Lange studierte Biologie an der Christian-Albrechts-Universität zu Kiel und der Albert-Ludwigs-Universität Freiburg und Medizin an der Universität Witten-Herdecke, an der er 1995 promoviert wurde. Danach absolvierte er eine Facharztausbildung in Innerer Medizin in Kapstadt und Schleswig-Holstein und war 1999 bis 2001 Fellow in klinischer Infektiologie an der Case Western Reserve University. Ab 2001 war er am Forschungszentrum Borstel (Leibniz-Lungenzentrum), wo er 2002 Funktionsoberarzt für Infektiologie wurde. 2004 habilitierte er sich und wurde Oberarzt, 2009 leitender Oberarzt und 2014 ärztlicher Leiter der klinischen Infektiologie. Er leitet dort seit 2005 die Forschungsgruppe klinische Infektiologie und das Zentrum für Infektiologie Borstel/Lübeck. Außerdem leitet er die Abteilung Tuberkulose am 2013 gegründeten Deutschen Zentrum für Infektionsforschung (DZIF). Er ist seit 2014 Professor an der Universität Lübeck. Außerdem ist er Adjunct Professor am Karolinska-Institut in Stockholm und Associate Professor an der Universität Namibia und der Universität in Chișinău in Moldawien, wo er 2013 Ehrendoktor wurde. Christoph Lange ist Mitglied des Vorstands des DFG-Exzellenzclusters Precision Medicine in Chronic Inflammation an der Universität Kiel.
Er ist Berater der WHO und von Ärzte ohne Grenzen. 2006 gründete er mit Kollegen das Tuberculosis Network European Trialsgroup (TBNET), einen europäischen Forschungsverbund zur Tuberkulose.
Er befasst sich mit der Bekämpfung exzessiv resistenter und multiresistenter Tuberkulose (M/XDR-TB), die sich in den 2000er Jahren besonders in Osteuropa, Asien und im südlichen Afrika stark ausbreitete. Mit Ko-Autoren veröffentlichte er 2014 im European Respiratory Journal dazu eine Studie.
2014 erhielt er den Wissenschaftspreis: Gesellschaft braucht Wissenschaft.